# Sosa
Sosa este o comună din landul Saxonia, Germania.